# جبون هوولوك الغربي
جبون هوولوك الغربي هو نوع من فصيلة الجبون يعيش في آسام، ميزورام وميغالايا بالهند، بنغلاديش وميانمار.